# Villa Darwin
Villa Darwin ou Sacachispas est une ville de l'Uruguay située dans le département de Soriano. Sa population est de 582 habitants.

## Histoire
Charles Darwin a visité la zone en 1833.

## Population
| Année | Population |
| ----- | ---------- |
| 1963  | 445        |
| 1975  | 502        |
| 1985  | 513        |
| 1996  | 491        |
| 2004  | 582        |

Référence,.